# Jonas Dobler
Jonas Dobler (4 maggio 1991) è un fondista tedesco.

## Biografia
Attivo in gare FIS dal dicembre del 2012, Dobler ha esordito in Coppa del Mondo il 17 dicembre 2011 a Rogla (49º) e ai Campionati mondiali a Falun 2015, classificandosi 27º nella 15 km, 27º nello skiathlon e 7º nella staffetta. Ai successivi Mondiali di Lahti 2017 è stato 27º nella 15 km, 24º nella 50 km, 21º nello skiathlon e 6º nella staffetta e ai XXIII Giochi olimpici invernali di Pyeongchang 2018, suo esordio olimpico, si è piazzato 22º nello skiathlon, 6º nella staffetta e non ha completato la 50 km. 
Ai Mondiali di Seefeld in Tirol 2019 è stato 17º nella 50 km, 25º nello skiathlon e 6º nella staffetta, mentre a quelli di Oberstdorf 2021 si è classificato 23º nella 15 km, 17º nella 50 km, 36º nello skiathlon e 7º nella staffetta. Ai XXIV Giochi olimpici invernali di Pechino 2022 si è piazzato 20º nella 50 km e 19º nella 15 km e ai Mondiali di Planica 2023 ha vinto la medaglia di bronzo nella staffetta ed è stato 18º nella 15 km, 21º nella 50 km e 15º nello skiathlon.

## Palmarès

### Mondiali
- 1 medaglia:
  - 1 bronzo (staffetta a Planica 2023)

### Coppa del Mondo
- Miglior piazzamento in classifica generale: 27º nel 2016